# Dolar liberyjski
Dolar liberyjski – jednostka walutowa Liberii w latach 1847–1907 oraz od 1943 roku. 1 dolar = 100 centów.
W obiegu znajdują się banknoty o nominałach 5, 10, 20, 50, 100, 500 dolarów.

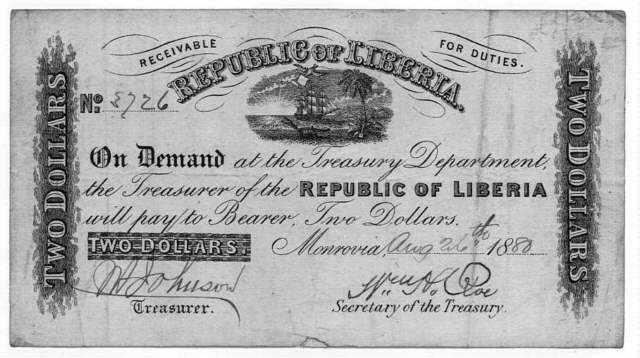
Dziewiętnastowieczny dolar